# Charles Ammi Cutter
Charles Ammi Cutter (14 de marzo de 1837 - 6 de septiembre de 1903) fue un bibliotecario estadounidense. Sus aportaciones a la Biblioteconomía lo sitúan como una figura clave del siglo XIX junto a Melvil Dewey. Es el creador de los principios teórico-prácticos que desembocarían en la creación de los listados de encabezamientos de materia de bibliotecas (o LEMB).

## Biografía
Nació en Boston, Massachusetts, en 1837. Cursó sus estudios en la Universidad de Harvard con el fin de convertirse en clérigo. Allí trabajó como asistente de biblioteca del centro, aunque sus inicios los dio junto a su tía Charlotte, bibliotecaria de Cambridge Town. 
Se graduó en 1860, pero apenas ejerce como clérigo e ingresó como catalogador en la biblioteca de la Universidad de Harvard. Allí innovaría con nuevas técnicas bibliotecarias cuando un profesor de la Universidad de Gotinga, donó su colección bibliográfica particular a la biblioteca de Harvard. Junto a Charles Noyes, y bajo la dirección e influencia del director de la misma Ezra Abbot, ideó un primer sistema de catálogo-diccionario conteniendo, además del autor, la materia de la que trataba la obra.
Permaneció en dicho centro hasta 1868, cuando ingresó en la biblioteca del Ateneo de Boston como jefe, donde continuó investigando nuevas mejoras en técnicas bibliotecarias. Su trabajo alcanzó sus mayores logros como sus Reglas para elaborar un catálogo-diccionario, un sistema de clasificación conocido como Cutter Expansive Classification y un sistema de signaturas conocido como Tabla de Cutter-Sanborn.
En 1876, Charles Ammi Cutter participó en la creación de la American Library Association (ALA), organismo creado con la intención de ser un foco de reunión, discusión y reflexión sobre asuntos bibliotecarios. Ocupó distintos cargos, llegando incluso a ser su presidente durante dos años. Tuvo la ocasión de conocer a Melvil Dewey, otra pieza clave de la Biblioteconomía, con quien mantendría numerosas polémicas, tanto en reuniones como en revistas, sobre el papel que debía acometer la ALA.
También fue editor de la revista Library Journal durante el binomio 1891-1893.
Charles Ammi Cutter abandonó la biblioteca del Ateneo de Boston en 1893 ante la imposibilidad de introducir reformas y se dedicó a la creación de una biblioteca pública, la Forbes Library, en Northampton, Massachusetts. El juez Charles E. Forbes donó una cantidad estimable de dinero para la puesta en marcha de una biblioteca moderna. Cutter aplicó sus aportaciones, pero su muerte impidió su pleno desarrollo y rendimiento. Aun así, fue una biblioteca muy avanzada para la época, cuya colección se contemplaba con obras musicales y mapas; también poseía un servicio especial para los niños y la lectura infantil.
Murió en septiembre de 1903, en la ciudad de Walpole, estado de Nuevo Hampshire.

## Obra académica
En 1876, Charles Ammi Cutter fue invitado por el ministerio de educación estadounidense en una investigación sobre el estado de la catalogación de las bibliotecas. Cutter concluyó un informe extenso de 4 volúmenes, donde aparecía una serie de innovaciones que tendrán plena vigencia hasta el siglo XXI inclusive.
Cutter crea un nuevo lenguaje documental basado en los principios de especificidad y de entrada directa, dos criterios inéditos hasta la entonces; desecha los esquemas jerárquicos y enciclopedistas de los sistemas de clasificación y tan solo continúa utilizando el principio de precoordinación de los términos. Lo llamó Reglas para un catálogo-diccionario y estaba constituido de 31 reglas dedicadas a la redacción de epígrafes y materias. Esta obra ha sido base para el diseño definitivo de los listados de encambezamientos de materia (o LEM), especialmente el elaborado por Minnie Earl Sears.
Las teorías de Cutter se difundieron con rapidez por Europa y su trascendencia fue tan grande que propulsó la creación de otro lenguaje documental del siglo XX: el tesauro. 
Charles Ammi Cutter también creó un sistema de clasificación llamado Expansive Classification o Clasificación de Cutter, que tuvo poco éxito a pesar de que era muy ingenioso conceptualmente. También fue responsable de una tabla codificada para el establecimiento de las signaturas librísticas que recibió el nombre de Tabla de Cutter-Sanborn, en reconocimiento a su ayudante Kate Sanborn, que se encargó de finalizar la tabla de notaciones externas ante la muerte de su maestro.
Cutter publicó numerosos artículos en la revista Library Journal. Uno de los más citados, The Buffalo Public Library in 1983, realizaba una interesante reflexión sobre como serían las bibliotecas dentro de 100 años. También estaba muy interesado en aspectos relativos a la conservación de la colección, haciendo especial hincapié en la luminosidad y la temperatura, a lo que dedicó numerosos artículos.
Por último, Cutter creía firmemente que las bibliotecas debían atender de manera adecuada y preferente a los niños, pues ellos serían los futuros lectores y estudiantes.